# Rundfunkjahr 2007

2007: Das Apple iPhone kommt auf den Markt.

Liste der Rundfunkjahre

◄◄ | ◄ | 2003 | 2004 | 2005 | 2006 | Rundfunkjahr 2007 | 2008 | 2009 | 2010 | 2011 | ► | ►►

Weitere Ereignisse

## Allgemein
- 1. Januar – Alexander Wrabetz tritt sein Amt als Generaldirektor des ORF an und löst damit Monika Lindner ab.
- 1. Januar – Fritz Raff wird Vorsitzender der ARD.
- 9. Januar – Apple stellt der Öffentlichkeit den Prototyp seines neu entwickelten iPhones vor.
- Mai – Die Liga Polnischer Familien, eine katholische politische Partei, kritisiert die Kindersendung Teletubbies, weil diese angeblich Homosexualität propagiere und regt eine Absetzung dieses Programms an.
- Mai – An der Universität Innsbruck beginnt ein auf rund zwei Jahre anberaumtes interdisziplinäres Forschungsprojekt anhand der erhaltenen Sendemanuskripte der Ö1-Lyriksendung Du holde Kunst über „Lyrikvermittlung im Radio“. Beteiligt sind die Institute für Germanistik und Informatik der Universität Innsbruck sowie öffentliche Sponsoren. Ziel ist es unter anderem, eine öffentlich zugängliche Datenbank über die mehr als 3.000 seit 1945 ausgestrahlten Sendungen zu erstellen.[1]
- 18. September – Der NDR kündigt seinen Vertrag mit der Moderatorin Eva Herman, Autorin des Buches Das Eva-Prinzip, wegen ihrer umstrittenen Äußerungen zur NS-Familienpolitik.
- November – In den USA kommt der Amazon Kindle, ein Lesegerät für elektronische Zeitschriften und Bücher, auf den Markt.

## Hörfunk
- 7. Januar – Der österreichische Hörfunksender Ö1 beginnt anlässlich des Jahres seines 40-jährigen Bestehens mit der Wiederholung der von Michael Schrott gestalteten Sendereihe Italienische Reisen, einer mehrstündigen Reisedokumentation, die ursprünglich im Jahr 1986 für die Ö3-Reihe Musicbox produziert wurde.[2]
- 20. März – Dem Autor und Sänger der Band Die Goldenen Zitronen, Schorsch Kamerun, wird für sein Hörspiel Ein Menschenbild das in seiner Summe null ergibt der Hörspielpreis der Kriegsblinden zuerkannt.[3]
- 12. April – Die Sendung Imus in the Morning wird aufgrund von rassistischen und sexistischen Ausfällen des Präsentators Don Imus nach wochenlangen Diskussionen abgesetzt.
- 1. Juli – Die Auslandssendungen des Magyar Rádió werden eingestellt.
- 2. Juli – Sendestart von Radio Arabella Salzburg.
- 25. August – Nach 17 Jahren geht auf Fritz die letzte Ausgabe der Musiksendung  Rave Satellite, moderiert von Marusha über den Äther.
- 1. September – Mit Unterstützung des DRA (Deutsches Rundfunkarchiv) nimmt Archivradio als Internetradio seinen Betrieb auf. Inhaltlicher Schwerpunkt des Senders, der sich an ein akademisches Publikum richtet, bildet die Wiedergabe von unkommentierten und möglichst ungeschnittenen Originaltönen zur Zeitgeschichte wie Interviews, Parlamentsdebatten u. ä.
- 1. Oktober – Die österreichischen Radiosender Ö1 und Ö3 feiern ihren 40. Geburtstag. Vor allem Ö1 feiert mit zahlreichen Schwerpunktsendungen über das ganze Jahr.[4]
- 7. Oktober – Auf FM4 ist die erste Folge der populärwissenschaftlichen Reihe Science Busters zu hören.[5]
- 8. Oktober – Auf WDR 5 sind umfassende Ausschnitte aus den wiederentdeckten Originaltonbändern aus dem Stammheim-Prozess von 1975 gegen die Rote Armee Fraktion zu hören.[6]
- 18. November – Auf Radio Eins läuft zum ersten Mal Kuttner & Kuttner – Vater und Sohn moderiert von Sarah und Jürgen Kuttner.[7]
- 1. Dezember – Die Ö1-Literatursendung Tonspuren feiert ihren 20. Geburtstag.[8]

## Fernsehen
- 15. Januar – Der Sender Comedy Central Deutschland, der nur auf Comedy spezialisiert ist, geht an den Start.
- 16. Januar – Bei der Verleihung der Golden Globe Awards in Los Angeles wird die Fernsehserie Grey’s Anatomy in der Kategorie Drama ausgezeichnet.
- 23. Januar – Im ZDF ist die erste Ausgabe der Kabarettsendung Neues aus der Anstalt zu sehen.
- 25. Februar – der schwedische, zur ProSiebenSat.1-Media-Gruppe gehörende Privatsender Kanal 9 nimmt seinen Betrieb auf.
- 5. März – Am Sender Pfänder in Vorarlberg wird die Abstrahlung analoger TV-Frequenzen eingestellt.
- 31. März – Der Bezahlsender The Biography Channel nimmt seinen Betrieb auf.
- 10. April – Mitten im 8en geht auf ORF 1 als erste österreichische Dailysoap zum ersten Mal auf Sendung.
- 26. April – Auf ORF 1 läuft die (vorläufig) letzte Folge der Sendung ohne Namen.
- Mai – Die niederländische Fernsehproduktionsfirma Endemol gerät unter öffentliche Kritik, als sie eine Gameshow namens De Grote Donorshow (deutsch: „Die große Spendershow“) ankündigt, bei der sich Kandidaten um die Spenderniere eines Todkranken bewerben. Die Sache stellt sich jedoch nach wenigen Tagen als ein von Endemol inszenierter Werbegag heraus.
- 3. Mai – Die Satireshow Wir sind Kaiser mit Robert Palfrader geht auf ORF 1 erstmals auf Sendung.
- 10. Mai – Das ZDF strahlt die 400. Ausgabe von Aktenzeichen XY … ungelöst aus.
- 20. Mai – Auf FOX wird die 400. Episode der Simpsons ausgestrahlt. Titel der Folge: „You Kent Always Say What You Want“ (deutsch: „Das böse Wort“).
- 31. Mai – Willkommen Österreich wird auf ORF 1 zum ersten Mal ausgestrahlt. Gäste in der ersten Sendung, die unter dem Generalthema „Angst vor Verbrechen“ steht, sind der Kabarettist und Schauspieler Josef Hader und der ehemalige Leiter des früheren Wiener Sicherheitsbüros, Max Edelbacher.
- 9. Juni – Spricht Caroline Hamann-Winkelmann ihre letzte Tagesschau und geht in Babypause. Sie wird in dieser zwei Kinder zur Welt bringen und 2009 bekanntgeben, dass sie nicht mehr zur Tagesschau zurückkehrt.
- 14. Juni – Das Erste strahlt die letzte Folge der Harald Schmidt Show aus.
- 3. Juli – Im Iran geht der englischsprachige Nachrichtensender Press TV auf Sendung. Er soll Standpunkte der iranischen Regierung vor allem im Ausland verbreiten
- 16. Juli – Spricht Laura Dünnwald ihre letzte Tagesschau und geht in Babypause. 2010 kommt sie zu EinsExtra zurück, verlässt den Sender jedoch nach wenigen Monaten und geht zu den Pro7 Nachrichten Newstime.
- 22. Juli – Im Ersten wird das vorerst letzte Mal Kobold TV ausgestrahlt.
- 29. August – Auf ORF 1 hat die US-amerikanische Serie My Name Is Earl Premiere im deutschsprachigen Fernsehen.
- 16. September – Anne Will startet mit ihrer sonntagabendliche Talkshow im Ersten mit politischem Schwerpunkt.
- 20. September – Thorsten Schröder spricht seine erste 20-Uhr-Tagesschau. Er ersetzt die Tagesschausprecherinnen Laura Dünnwald und Caroline Hamann-Winkelmann die beide in Babypause gehen.
- 1. Oktober – Start der ARTE-Reihe Die kulinarischen Abenteuer der Sarah Wiener.
- 13. Oktober – Zum zehnjährigen Bestehen von Tabaluga tivi ist die 500. Sendung im 16:9-Format mit einem neuen Studio zu sehen.
- 6. November – Die US-amerikanische Nachrichtensendung Meet the Press feiert ihren 60. Geburtstag. Sie ist somit die bislang am längsten ununterbrochen ausgestrahlte Fernsehsendung der Welt.
- 30. November – La Troix, der dritte französischsprachige Fernsehkanal des öffentlich-rechtlichen belgischen Rundfunks RTBF geht in Betrieb.
- 8. Dezember – Pamela Großer moderiert das letzte Mal den Tigerenten Club.
- 12. Dezember – Austria 9 TV geht als drittes privates Vollprogramm in Österreich auf Sendung.
- 12. Dezember – Nach zwölfjähriger Pause wird das Diskussionsformat Club 2 auf ORF 2 wieder ausgestrahlt.
- 15. Dezember – Der Tigerenten Club bekommt ein neues Studio und eine Moderatorin Katharina Gast.

## Gestorben

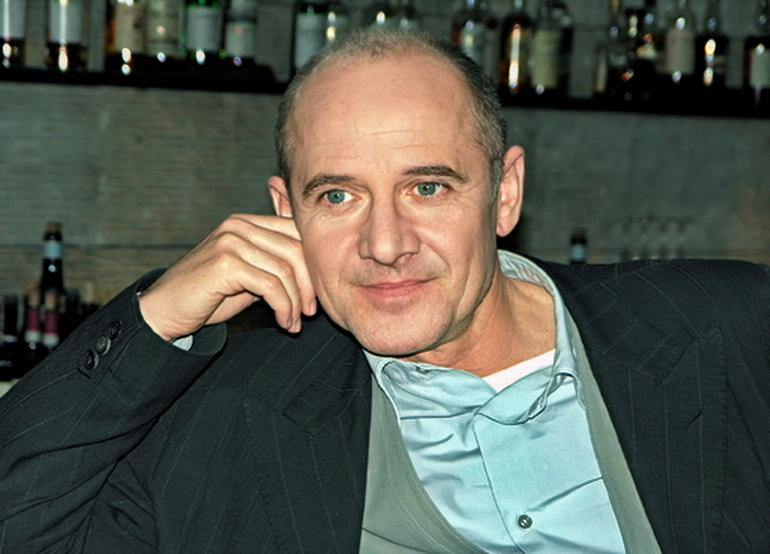
2007: Ulrich Mühe stirbt 53-jährig

- 19. Januar – Gerhard Bronner österreichischer Autor, Kabarettist und Radiomoderator (Schlager für Fortgeschrittene, Der Guglhupf) stirbt 84-jährig in Wien.
- 28. Januar – Karel Svoboda, tschechischer Komponist, stirbt 68-jährig in Jevany, Tschechien. Swoboda wurde vor allem für seine Titelmelodien und Sounddesigns zu Serien wie Wickie und die starken Männer, Biene Maja oder Die Besucher einem breiten Publikum bekannt.
- 5. Februar – Alfred Worm, österreichischer Journalist stirbt 61-jährig in Wien.
- 21. Februar – Daniel Boemle, schweizerischer Hörfunkmoderator bei DRS 3 und DJ stirbt 46-jährig in Les Ponts-de-Martel, Kanton Neuenburg.
- 13. März – Herbert Fux, österreichischer Schauspieler und Politiker stirbt wenige Tage vor seinem 80. Geburtstag in Zürich. Fux spielte in den 1960er- und 1970er-Jahren für das Kino Rollen in so unterschiedlichen Genres wie Italowestern und Lederhosenfilmen, bevor er in zahlreichen kleineren und größeren Rollen in Fernsehproduktionen wie Ein echter Wiener geht nicht unter, Der Bergdoktor, Kaisermühlen Blues oder Stockinger zu einem vielbeschäftigten Darsteller wurde.
- 22. April – Karl Holzamer, deutscher Hochschullehrer und zwischen 1963 und 1977 erster Intendant des ZDF, stirbt 100-jährig in Mainz.
- 19. Juni – Klausjürgen Wussow, deutscher Schauspieler, stirbt 78-jährig in Rüdersdorf bei Berlin. Dem deutschsprachigen Fernsehpublikum wurde Wussow vor allem in seiner Rolle als „Chefarzt Professor Klaus Brinkmann“ bekannt.
- 7. Juli – Erich Mathias Mayer, bekannt durch seine Auftritte in der Rolle des Hias in Fernsehreihe Musikantenstadl stirbt 56-jährig in Johnsbach, Steiermark.
- 10. Juli – August Paterno, vielfach bekannt als „Pater Paterno“, österreichischer Hörfunk- und Fernsehpfarrer, stirbt 71-jährig in Horn.
- 22. Juli – Ulrich Mühe, deutscher Schauspieler stirbt 54-jährig in Walbeck (Oebisfelde-Weferlingen).
- 31. Juli – Hilde Sicks, deutsche Schauspielerin, stirbt 86-jährig in Hamburg. Sie war vor allem durch die zahlreichen Fernsehübertragungen aus dem Hamburger Ohnsorg-Theater bekannt.
- 12. November – Peter Steiner, schweizerischer Musiker und Werbedarsteller, stirbt 90-jährig in Walenstadt, Kanton St. Gallen. Steiner wurde in den 1990er Jahren in der Rolle als Cool Man, einer Werbefigur  für Schokolade im gesamten deutschsprachigen Raum bekannt.
- 12. November – Werner Geier österreichischer Hörfunkjournalist (Die Musicbox) und Musikproduzent stirbt 45-jährig in Wien. Geier gestaltete das eingängige Pausenzeichen des österreichischen Jugendsenders FM4.
- 3. Dezember – Thomas Brennicke, deutscher Radiomoderator (Die Schlager der Woche) stirbt 61-jährig in München.